# استان‌های عراق

کشور عراق از ۱۸ استان (محافظة) تشکیل شده است
| استان           | مرکز     | مساحت km2 | جمعیت     | تراکم جمعیت | منطقه خودمختار |
| --------------- | -------- | --------- | --------- | ----------- | -------------- |
| استان اربیل     | اربیل    | ۱۵٬۰۷۴    | ۳٬۱۰۸٬۶۸۱ | ۲۰۶٬۲       | کردستان عراق   |
| استان انبار     | رمادی    | ۱۳۷٬۸۰۸   | ۱٬۶۵۸٬۰۰۰ | ۱۲          | /              |
| استان بابل      | حله      | ۵٬۶۰۳     | ۱٬۸۵۶٬۰۶۴ | ۳۳۱٬۳       | /              |
| استان بصره      | بصره     | ۱۹٬۰۷۰    | ۱٬۵۰۰٬۰۰۰ | ۷۸٬۶۶       | /              |
| استان بغداد     | بغداد    | ۴٬۰۷۱     | ۷٬۹۳۵٬۶۹۹ | ۱۹۴۹٬۲      | /              |
| استان حلبچه     | حلبچه    | ۸۸۹       | ۳۳۷٬۵۹۹   |             | کردستان عراق   |
| استان دهوک      | دهوک     | ۶٬۵۵۳     | ۱٬۰۱۱٬۵۰۰ |             | کردستان عراق   |
| استان دیاله     | بعقوبه   | ۱۷٬۶۸۵    | ۱٬۲۲۴٬۰۰۰ | ۶۹٬۲        | بخشی           |
| استان ذی‌قار     | ناصریه   | ۱۲٬۹۰۰    | ۱٬۴۷۲٬۰۰۰ | ۱۱۴٬۱       | /              |
| استان سلیمانیه  | سلیمانیه | ۱۷٬۰۲۳    | ۳٬۶۷۹٬۳۰۷ | ۰           | کردستان عراق   |
| استان صلاح‌الدین | تکریت    | ۲۴٬۳۶۳    | ۱٬۱۴۶٬۵۰۰ | ۴۷٬۰۶       | بخشی           |
| استان قادسیه    | دیوانیه  | ۸٬۱۵۳     | ۹۰۸٬۲۰۰   | ۱۱۱٬۴       | /              |
| استان کربلا     | کربلا    | ۵۲٬۸۵۶    | ۱٬۲۱۸٬۷۳۲ | ۱۱٬۳۵       | /              |
| استان کرکوک     | کرکوک    | ۹٬۶۷۹     | ۱٬۵۰۰٬۰۰۰ | ۱۵۵         |                |
| استان مثنی      | سماوه    | ۵۱٬۷۴۰    | ۵۵۰٬۰۰۰   | ۱۰٬۶        | /              |
| استان میسان     | عماره    | ۱۶٬۰۷۲    | ۷۵۴٬۸۱۰   | ۴۷          | /              |
| استان نینوا     | موصل     | ۳۷٬۳۲۳    | ۳٬۲۰۸٬۶۹۶ | ۸۶          | بخشی           |
| استان واسط      | کوت      | ۱۷٬۱۵۳    | ۹۱۳٬۰۰۰   | ۵۳٬۲        | /              |
| استان نجف       | نجف      | ۲۸٬۸۲۴    | ۱٬۲۰۰٬۶۰۰ | ۴۱٬۷        | /              |